# Kędzierzyn (Grande-Pologne)
Pour les articles homonymes, voir Kędzierzyn.
Kędzierzyn (prononciation : [kɛnˈd͡ʑɛʐɨn]) est un village polonais de la gmina de Niechanowo dans le powiat de Gniezno de la voïvodie de Grande-Pologne dans le centre-ouest de la Pologne.
Il se situe à environ 5 kilomètres au nord de Niechanowo (siège de la gmina), à 7 kilomètres au sud-est de Gniezno (siège du powiat) et à 54 kilomètres à l'est de Poznań (capitale régionale).

## Histoire
De 1975 à 1998, le village faisait partie du territoire de la voïvodie de Poznań.

Depuis 1999, Kędzierzyn est situé dans la voïvodie de Grande-Pologne.